# Kersten Neisser
Kersten Neisser, född den 4 maj 1956 i Halle an der Saale i Tyskland, är en östtysk roddare.
Hon tog OS-guld i åtta med styrman i samband med de olympiska roddtävlingarna 1980 i Moskva.